# Frederick Robert Gordon McCall
Frederick Robert Gordon McCall, kanadski letalski častnik, vojaški pilot in letalski as, * 1896, † 1949.
Stotnik McCall je v svoji vojaški službi dosegel 35 zračnih zmag.

## Življenjepis
Med prvo svetovno vojno je bil pripadnik Kraljevega letalskega korpusa.
Po 35. zračni zmagi je zbolel in zapustil bojišče. Po vojni je nadaljeval z letenjem.

## Odlikovanja
- Distinguished Service Order (DSO)
- Military Cross (MC) s ploščico
- Distinguished Flying Cross (DFC)